# Crataegus okennonii
Crataegus okennonii — вид квіткових рослин із родини трояндових (Rosaceae).

## Біоморфологічна характеристика
Це дерево чи кущ 30–100(140) дм заввишки, часто одностовбурний. 1-річні гілочки глибоко-червоного кольору, блискучі, старші сіро-коричневі; колючки на гілочках поодинокі, злегка загнуті, зазвичай коричневі молодими, 2 см. Листки: ніжки листків 1–2 см; пластини від еліптичних до широко-еліптичних, іноді ± вузько-яйцюваті чи ромбічні, 4–6 см, частки 2 чи 3 на кожному боці, верхівки часток від гострих до ± тупих, краї пилчасті, нижня поверхня гола крім жилок, верх дрібно притиснуто-запушений; осіннє забарвлення від сливового до малинового або світло-малинового. Суцвіття 12–20-квіткові. Квітки 15–20 мм у діаметрі; гіпантій голий; чашолистки широко трикутні, 3 мм; тичинок 10–12; пиляки блідо-рожеві. Яблука від червоно-бордових до каштанових або червонувато-коричневих (наприкінці серпня), від насичено-пурпурних до чорних у повній зрілості, колбоподібно-округлі, 8–10 мм у діаметрі, голі. 2n = 68. Період цвітіння: травень; період плодоношення: вересень і жовтень.

## Ареал
Ендемік північного заходу США (Айдахо, Монтана, Вашингтон) й південного заходу Канади (Британська Колумбія).
Населяє мезичні зарості, природні живоплоти, чагарники; висота зростання: 300–700 метрів.